# Mang’sche Wachsbleiche

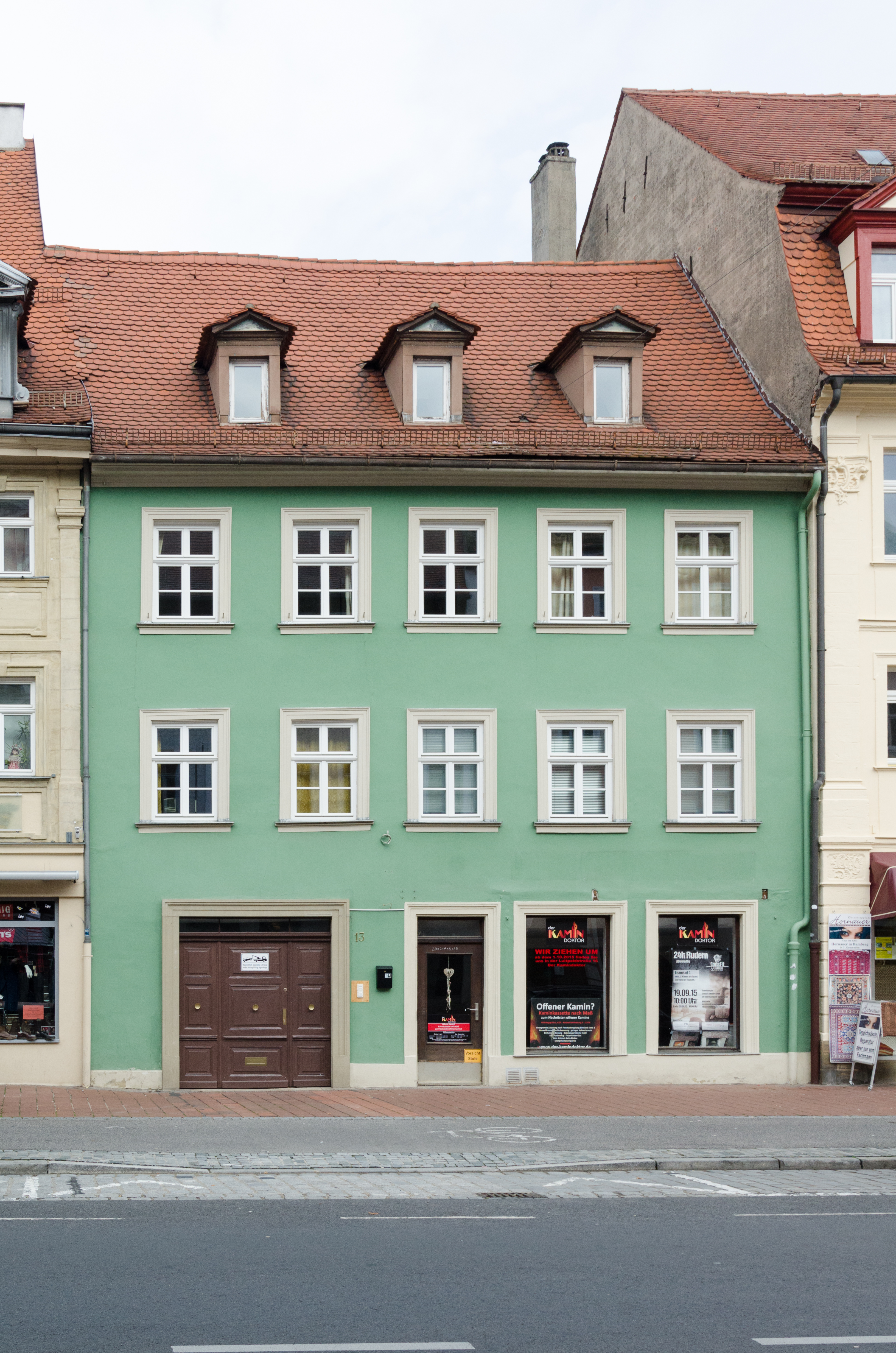
Zur ehemaligen Mang’schen Wachsbleiche gehöriges Stadtpalais des Johann Joseph Mang

Die Mang’sche Wachsbleiche in der Oberen Königstraße 13 in Bamberg war das Anwesen des Ratsherrn und Wachsbleichers Johann Joseph Mang (1706–1766). Das erhaltene denkmalgeschützte Wohngebäude wurde um 1730/40 errichtet.

## Beschreibung
Die Mang’sche Wachsbleiche auf dem ehemals 40 Meter breiten und 270 Meter tiefen Grundstück bestand aus einem repräsentativen Stadtpalais und einem sich nach Norden anschließenden großen Garten, in dem in Holzkästen das braun-gelbliche Bienenwachs gebleicht wurde. Zur Verschönerung des Gartens waren zwischen den 348 Holzkästen Skulpturen, Broderieparterren, Treillagen und weiteres Beiwerk aufgestellt. Entlang des Gartens befanden sich Betriebsgebäude und Lustbauten. Dazu gehört der vor kurzem restaurierte Himmelfahrtspavillon, der nach dem Deckenfresko mit der Darstellung der Himmelfahrt Mariens benannt ist.